# Plesiatropha klaineana
Plesiatropha klaineana är en törelväxtart som beskrevs av Jean Baptiste Louis Pierre. Plesiatropha klaineana ingår i släktet Plesiatropha och familjen törelväxter. Inga underarter finns listade i Catalogue of Life.